# Alfred Teodor Stolpe
Alfred Teodor Stolpe, född 13 februari 1879 i Skillingmarks församling, Värmlands län, död 1 mars 1948 i Skillingmarks församling, Värmlands län, var en svensk folkmusiker.

## Biografi
Alfred Teodor Stolpe föddes 1879 i Hångstad, Skillingmarks socken. Han var släkt med den skicklige spelmannen och tullnären Lars i Västmarken. Stolpe lärde sig spela klarinett av klarinettisten August Boman i Boda, Skillingmarks socken. Han kom sedan att arbeta som jordbrukare i Hångstad.
Stolpe deltog i Spelmanstävling i Arvika 1909 och vann 1:a pris i blåsinstrument.

## Upptecknade låtar
1920 upptecknade Dan Danielsson följande låtar efter Stolpe:
- Vals i A-dur, efter en musikfanjunkare i Kärsmossen, Arvika.[3]